# Isla Coulman
La isla Coulman, situada en las coordenadas (73°5′S 169°06′E / -73.083, 169.100), es una isla cubierta por el hielo, formada por varios volcanes de escudo en el mar de Ross, de la Antártida. La caldera Coulman, mide 5 km de ancho y 700 m de profundidad, se encuentra en el sur de la isla. El pingüino emperador (Aptenodytes forsteri) habita esta isla y forma una importante colonia de cría. La isla tiene una altitud de 1998 m.

## Reclamación territorial
La isla es reclamada por Nueva Zelanda como parte de la Dependencia Ross, pero esta reclamación está sujeta a las disposiciones del Tratado Antártico.
- Datos: Q173788